# Аннинская, Маргарита Матвеевна
Маргарита Матвеевна Аннинская (30 июля 1896, Тифлис, Тифлисская губерния, Российская империя — 11 января 1967, Баку, Азербайджанская ССР) — азербайджанская советская театральная актриса

. Народная артистка Азербайджанской ССР (1956).

## Биография
Дебютировала на театральной сцене Тифлисского народного дома в 1916 году. Позже выступала в театре Артистического русского театрального общества (АРТО) и в других театрах Тифлиса, играла на сценах Армавира и Тулы.
В 1930—1967 годах — актриса Азербайджанского русского драматического театра (ныне Азербайджанский государственный академический русский драматический театр имени Самеда Вургуна).

## Избранные театральные роли
- Диана («Собака на сене» Лопе де Вега),
- Консуэлла («Тот, кто получает пощёчины» Л. Андреев),
- Панова («Любовь Яровая», К. Тренёв),
- Надежда («Последние», М. Горький),
- Эльмира («Тартюф, или Обманщик», Мольер),
- Анна Каренина («Анна Каренина», Л. Толстой),
- Оливия («Двенадцатая ночь», Шекспир),
- Мария Александровна («Семья», И. Попов),
- Ио («Гибель Надежды» Г. Гейерманс)
- Клавдия Васильевна («В поисках радости», В. Розов),
- Бабушка («Деревья умирают стоя» , А. Касона) и др.

Положительные сценические образы, созданные ей наделены ясным умом, душевной силой, для образов, созданных М. Аннинской характерны целостность, искренность и тонкий юмор.

## Награды
- Два ордена «Знак Почёта» (1935 и 1959).
- Народная артистка Азербайджанской ССР (1956).